# Anglo-Ottoman Convention of 1880
Anglo-Ottoman Convention of 1880 var ett traktat mellan Storbritannien och Osmanska riket som slöts 1880.
Avtalet följde på 1857 års firman. Britterna drev länge en utrikespolitisk policy av diplomatiska påtryckningar mot Osmanska riket att motarbeta slaveri och slavhandel. 1857 års firman hade förbjudit importen av slavar från Afrika, men detta avtal hade inte tillämpats i praktiken. Britterna hade 1877 tvingat igenom Anglo-Egyptian Slave Trade Convention för att förbjuda importen av afrikanska slavar till Egypten. Denna var dock inte effektiv eftersom britterna inte kunde kontrollera slavskeppen på röda havet. Därför slöts Anglo-Ottoman Convention of 1880. Avtalet gav britterna rätten att stoppa och kontrollera alla skepp som de misstänkte kunde vara slavskepp. 